# Garin Tawaké
Garin Tawaké ist ein Dorf im Arrondissement Zinder II der Stadt Zinder in Niger.

## Geographie
Das von einem traditionellen Ortsvorsteher (chef traditionnel) geleitete Dorf befindet sich östlich des Stadtzentrums im ländlichen Gemeindegebiet von Zinder, der Hauptstadt der gleichnamigen Region Zinder. Zu den Nachbardörfern von Garin Tawaké zählen Garin Elh Sidi im Südosten und Garin Mama im Südwesten.
Die Böden um das Dorf sind von einer wenig hohen Sandschicht bedeckt. In der Landschaft sind die kugelförmigen porphyrischen Granite von Garin Tawaké verstreut. Sie sind rosafarben und bestehen aus Quarz, Plagioklasen, Kalium-Feldspat und Biotit. Wie im gesamten Gemeindegebiet von Zinder herrscht das Klima der Sahelzone vor, mit einer durchschnittlichen jährlichen Niederschlagsmenge zwischen 300 und 400 mm.

## Bevölkerung
Bei der Volkszählung 2012 hatte Garin Tawaké 92 Einwohner, die in 14 Haushalten lebten. Bei der Volkszählung 2001 betrug die Einwohnerzahl 84 in 14 Haushalten.